# Demansionamento
Il demansionamento, nel diritto del lavoro, è un atto consistente nell'assegnazione al lavoratore di mansioni inferiori rispetto alla sua qualifica di appartenenza, o anche nel non assegnare alcuna mansione.

## Caratteristiche
Esso costituirebbe una violazione del diritto al lavoro inteso come diritto a svolgere un'attività lavorativa che risponda a un'esigenza imprescindibile della personalità del lavoratore. Il demansionamento causa un danno economico poiché lo svolgimento di mansioni inferiori, o il mancato svolgimento di qualsiasi mansione, determina l'impoverimento della capacità professionale del lavoratore, comportando ripercussioni negative sui futuri rapporti di lavoro.
L'atto potrebbe altresì arrecare un danno alla persona per la lesione dello stesso diritto al lavoro, potenzialmente causando uno stato di stress che il lavoratore potrebbe patire e causare un danno alla salute. Potrebbe altresì rientrare nell'ambito di una strategia di mobbing.

## Disciplina normativa

### Italia
L'istituto è regolato dal codice civile italiano, precisamente dall'art. 2103. In seguito alla privatizzazione del diritto del lavoro pubblico in Italia esso si applicherebbe anche ai dipendenti pubblici italiani.